# 塞勒姆 (喬治亞州奧康尼縣)
塞勒姆（英語：Salem）是位於美國喬治亞州奧康尼縣的一個非建制地區。該地的面積和人口皆未知。

## 地理
塞勒姆的座標為33°43′22″N 83°23′11″W / 33.72278°N 83.38639°W，而該地的平均海拔高度為204米（即669英尺）。